# Dicyemida
Dicyemida, numită și Rhombozoa, este o încrengătură mică de paraziți care trăiesc în rinichii cefalopodelor. Deși numele „Dicyemida” a fost inventat înainte de „Rhombozoa” și e preferat de majoritatea autorilor contemporani, „Rhombozoa” se bucură totuși de multă susținere.

## Taxonomie
Clasificarea e controversată. De obicei, Dicyemida este grupată împreună cu Orthonectida în subregnul Mesozoa; totuși, filogenia moleculară a indicat că dicyemidele ar fi mai apropiate de viermii cilindrici.
Încrengătura nu se divide în clase, ci direct în familii.
Dovezile moleculare susțin că aceste animale derivă din Lophotrochozoa.

## Anatomie

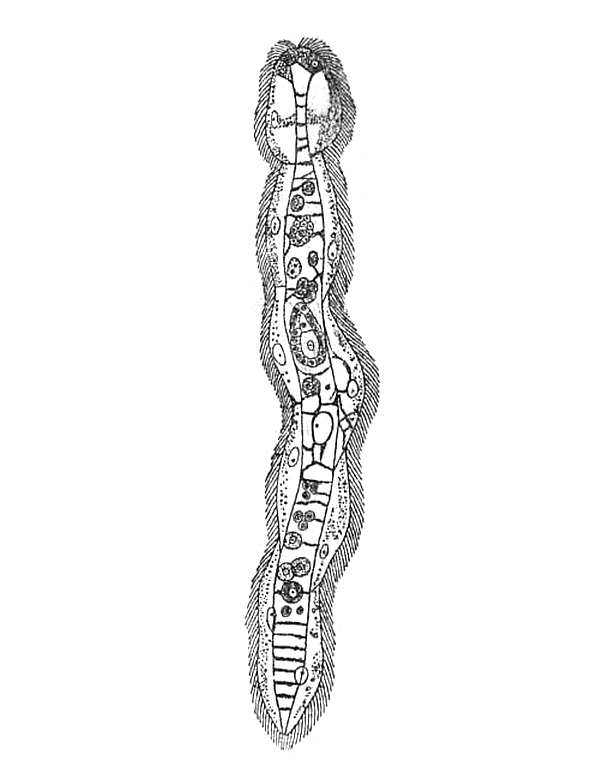
Dicyema macrocephalum

Dicyemidele adulte variază în mărime de la 0,5 la 7 milimetri și pot fi văzute ușor la un microscop optic. Sunt eutelice, adică toți indivizii dintr-o specie au același număr de celule, făcând numărul celulelor un criteriu de identificare folositor. Dicyemidele nu au sistem respirator, circulator, excretor, digestiv și nervos.
Structura organismului este simplă: o singură celulă axială înconjurată de un înveliș de 20 – 30 de celule cu cili. Regiunea anterioară a organismului se numește „calotă” și folosește la atașarea parazitului la suprafața rinichiului gazdei.

## Ciclu de viață
Dicyemidele există atât în forme sexuate cât și în forme asexuate. Forma sexuată predomină în gazdele mature, iar cea asexuată în gazdele juvenile și imature. Forma asexuată se numește „nematogen”; ea produce larve vermiforme înăuntrul celulei axiale. Acestea se maturizează și formează și mai mulți nematogeni. Nematogenii abundă în cefalopodele tinere, umplând rinichii.
În timp ce infecția se dezvoltă, poate și când nematogenii ajung la o anumită densitate, larvele vermiforme se maturizează și nu mai formează nematogeni, ci „rombogeni”, forma sexuată. Felul acesta de ciclu reproductiv sensibil la densitate e similar cu reproducerea asexuată a sporocistelor și rediilor în infecțiile melcilor cu larve de trematode. La fel ca la stadiile asexuate ale trematodelor, câțiva nematogeni rămân și în gazdele mai bătrâne. Funcția lor este să crească populația de paraziți pentru a ține pasul cu creșterea gazdei.
Rombogenii au gonade hermafrodite înăuntrul celulei axiale. Aceste gonade, numite corect „infuzorigene”, se autofertilizează pentru a produce larve infuzoriforme. Acestea au o morfologie foarte distinctă, înotând cu inele ciliate. S-a considerat mult timp că această infuzoriformă, care iese atunci când gazda eliberează urină din rinichi, este și stadiul dispersal, și cel infecțios. Totuși mecanismul de infecție rămâne necunoscut, la fel ca și efectele paraziților asupra gazdelor.
S-ar putea ca o parte din ciclul de viață al dicyemidelor să fie legat de mediile bentonice temperate, unde abundă. Deși dicyemidele s-au mai găsit și la tropice, ratele de infecție sunt destul de scăzute, și multe potențiale gazde sunt neinfectate. Dicyemidele nu au fost niciodată raportate din cefalopode complet oceanice, care au ca paraziți ciliate parazite. Cele mai multe specii de dicyemide parazitează doar în una sau două specii.